# RMS Queen Elizabeth

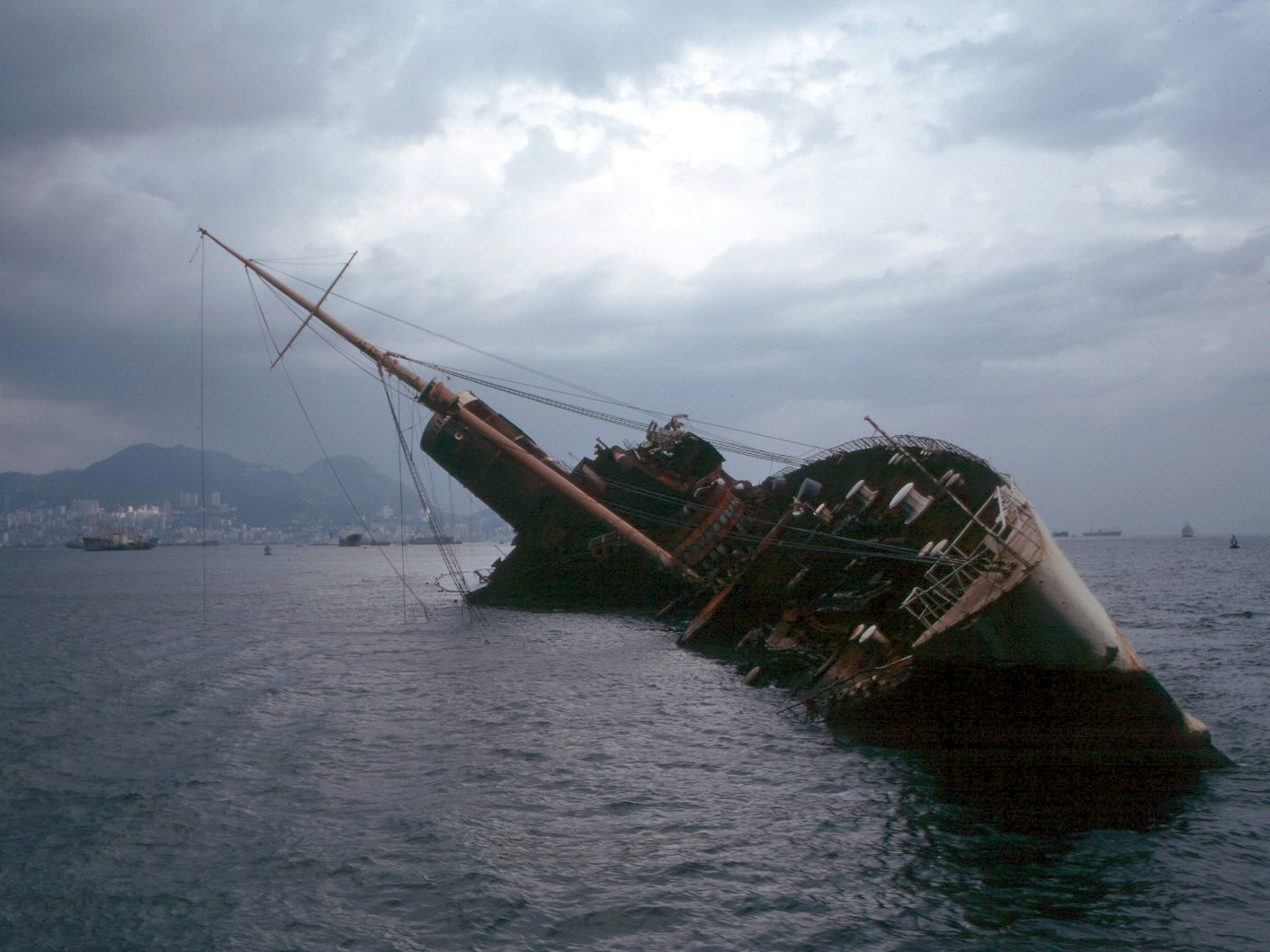
Wrak „Queen Elizabeth” w Hongkongu

RMS Queen Elizabeth – brytyjski liniowiec pasażerski Cunarda, zbudowany w 1938 roku przez szkocką stocznię John Brown & Company w Clydebank, który obsługiwał linię Southampton – Nowy Jork. Do roku 1996 był największym istniejącym statkiem pasażerskim na świecie. Ze swym tonażem 83.673 BRT wszedł do historii żeglugi, jako największy kiedykolwiek zbudowany transatlantyk. Stępkę pod kadłub statku położono w grudniu 1936 roku (na tej samej pochylni, na której wcześniej zbudowano kadłub „Queen Mary”). We wrześniu 1938 roku kadłub nr 552 gotów był do wodowania. 27 września 1938 roku odbyła się uroczystość wodowania statku. Swoje imię - „Queen Elizabeth” - nadała mu żona Króla Jerzego VI - Elżbieta (Lady Bowes-Lyon), w towarzystwie obu księżniczek - Elżbiety i Małgorzaty.
W porównaniu do sławnej poprzedniczki „Queen Elizabeth” odznaczała się bardziej dopracowaną architektonicznie sylwetą tylko z dwoma kominami, bez dziobówki na kadłubie i budek (docking wings) na końcach obu skrzydeł mostku.
Podróż dziewicza statku planowana była na marzec 1940 roku. W tym czasie przypadała setna rocznica założenia Cunard Line. Wybuch II wojny światowej we wrześniu 1939 roku sprawił, że statek odbył swój pierwszy rejs w niecodziennych okolicznościach. Prowadzony przez komodora Johna C. Townleya, został na początku marca 1940 roku, niemal wprost ze stoczni, w tajemnicy i bez regularnych prób odbiorczych - wysłany za Atlantyk. Po kilku dniach żeglugi z najwyższą prędkością dotarł do Nowego Jorku, dołączając do stojących tam już „Aquitanii”, „Queen Mary” i „Normandie”.
Podczas II wojny światowej wykorzystywano statek do transportu wojska (amerykańskie i kanadyjskie wojska ekspedycyjne) ze względu na dużą prędkość statek pływał poza konwojami wyłącznie w eskorcie szybkich okrętów liniowych i krążowników. Według niektórych źródeł (np. Morze 1972 nr 5) to właśnie na „Queen Elizabeth” miano przewieźć podczas wojny największą w historii liczbę ludzi - ponad 24 tys. osób. Po wojnie przekształcono go do obsługi ruchu wycieczkowego. Między innymi - nie będąc już „dziewicą” - mogła wreszcie „Królowa Elżbieta” popłynąć w prawdziwy rejs dziewiczy na starym szlaku. Pływała do 1969 r. Po wycofaniu zamierzano początkowo ustawić statek w Ft. Lauderdale na Florydzie, gdzie miał służyć, jako centrum rozrywkowe i hotel. Został ostatecznie sprzedany do Hongkongu i służył jako pływający uniwersytet (pod nazwą „Seawise University”) aż do pożaru 8 stycznia 1972 roku. Ostatecznie został pocięty na złom. 
Wrak statku został wykorzystany jako kulisy podczas sesji zdjęciowych do filmu o Jamesie Bondzie Człowiek ze złotym pistoletem.

## Dane techniczne
- długość: 314,9 m
- szerokość: 36 m
- zanurzenie: 12 m
- pojemność: 83 637 BRT
- 12 pokładów
- 2283 miejsc pasażerskich
- 1135 osób załogi
- napęd parowy o mocy 160 000 KM
- maksymalna prędkość eksploatacyjna: 28,5 węzła
- 4 śruby